# Іларіон (Рудник)
Архієпископ Іларіон (в миру Роман Миколайович Рудник; 14 лютого 1972, Львів) — архієпископ Вінніпезький і митрополит Канадський. УПЦ Канади Вселенського патріархату. Кандидат богослов'я.

## Біографія
Народився 14 лютого 1972 року во Львові, де отримав початкову і середню освіту.
У 1989–1992 навчався в Київській духовній семінарії. Далі вдосконалював знання в Греції на богословському факультеті Солунського університету. У 1997 році отримав диплом і продовжив студії в аспірантурі на кафедрі канонічного права.
5 грудня 1997 року у Патріаршому ставропігійному монастирі Влатадон його настоятелем митрополитом Тіролойським і Сірентійським Пантелеймоном був пострижений у чернецтво з іменем Іларіон на честь преподобного Іларіона Великого. 21 грудня 1997 був висвячений ним же в ієродиякона, а 14 вересня 2000 року в ієромонаха.
У 2001 році захистив працю «Канонічний зв'язок Київської митрополії з Вселенським Патріархатом до 1240 року» на кафедрі канонічного права богословського факультету Солунського університету.
У 2001–2002 роках продовжував студії в Університеті Іллінойс міста Чикаго (США).
Після закінчення навчання направлений для місіонерського і пастирського служіння в Португалію. З жовтня 2002 року був призначений настоятелем новоствореної парафії святого Пантелеймона в місті Порто.
21 березня 2004 року з благословення Патріарха Варфоломія возведений у сан патріаршого архімандрита.
11 січня 2005 року на пропозицію Константинопольського патріарха Варфоломія I Синодом Константинопольського патріархату обраний на єпископа.
29 січня 2005 року в Патріаршому кафедральному соборі святого Юрія у Константинополі висвячений на єпископа Телміського. Хіротонію здійснили: митрополит Іспанський і Португальський Єпіфаній (Періалас), митрополит Сасімський Геннадій (Лімуріс) і архієпископ Скопельський Всеволод (Майданський). Став першим громадянином незалежної України, що став єпископом Константинопольського патріархату.
У червні 2005 року був перекладачем під час зустрічі Константинопольського Патріарха Варфоломія з президентом України Віктором Ющенком в Туреччині де, за словами Юрія Бутусова, російські спецслужби організували провокацію проти нього. Тоді владику Іларіона затримала турецька поліція через підозри в «допомозі чеченським повстанцям». Зірвати переговори тоді не вдалося, владику швидко випустили.
Митрополит Іоанн (Стінка), першоієрарх Української православної церкви Канади попросив Патріарха Варфоломія і Синод Константинопольської Патріархії відрядити Єпископа Іларіона до Української православної церкви в Канаді. Єпископ Іларіон прибув до Канади у 2007 році. У серпні 2008 року Надзвичайний собор Української православної церкви в Канаді обрав його єпископом УПЦК. 21 жовтня 2008 року Варфоломій I і Святійший синод обрали його єпископом Едмонтона та Західної єпархії. 26 жовтня 2008 року відбулася його інтронізація в українському православному соборі святого Іоанна в Едмонтоні, провінція Альберта.
7 вересня 2018 року в рамках підготовки до надання автокефалії Православній церкві України, призначений Вселенським патріархом Варфоломієм І представником (екзархом) у Києві.
22 липня 2022 року рішенням Священного синоду Константинопольского Патріархату був обраний архієпископом Вінніпезьким і митрополитом Канадським.

## Нагороди
- 5 січня 2019 року у Стамбулі під час офіційного прийняття з нагоди підписання Томосу про автокефалію Православної церкви України Вселенським Патріархом Варфоломієм, Президент України Петро Порошенко вручив єпископу Едмонтонському і Західної єпархії Української православної церкви Канади, екзарху Вселенського Патріарха в Україні Іларіону орден князя Ярослава Мудрого V ступеня, яким він був нагороджений за визначну діяльність, спрямовану на зміцнення авторитету православ'я у світі, утвердження ідеалів духовності та милосердя, вагомий особистий внесок у розбудову автокефальної помісної Православної церкви України.[7][8]